# Grootste filmstudio's ter wereld
Van oorsprong zijn er altijd een paar filmstudio's geweest die de filmindustrie gedomineerd hebben. De meeste van deze studio's hadden dit te danken aan hun activiteiten naast de filmproductie, zoals Metro-Goldwyn-Mayer dat een uitgebreid stelsel van bioscopen bezat en 20th Century Fox dat decennialang het belangrijkste filmnieuws bracht in Fox Movietone News. Sommige studio's, zoals Warner Bros. en Walt Disney Productions wisten door hun animatiewerk en tekenfilms bekend te worden onder het grote publiek, waardoor de real-action-films ook traditioneel van veel aftrek genoot. Miramax zorgde voor veel focus op hun films door controverse en veel art house-producties aan te bieden aan het publiek, terwijl Universal Studios groot geworden is met sciencefiction- en horrorfilms. Elke filmstudio probeert op een of andere manier een ander palet van films te presenteren aan de filmkijkende doelgroep en zoals overal in de wereld, is de een daar net even wat kundiger in dan een ander.
Traditiegetrouw zijn er enkele studio's die sinds oprichting tot de dag van vandaag een belangrijke rol hebben gespeeld in de filmindustrie. Tot deze groep behoren onder andere 20th Century Fox (ook als Fox Film Corporation en 20th Century Pictures), Warner Bros. Pictures, Universal Studios, Walt Disney Pictures (door de wereldberoemde animatiefilms), Metro-Goldwyn-Mayer (als oprichter van het studiosysteem, mentor van vele beroemde acteurs en actrices, producent van beroemde films en tegenwoordig als merknaam), Columbia Pictures en Paramount Pictures.

## Big Ten

### Jaren 80
Het Amerikaanse begrip Big Ten verwees aan het einde van de jaren 80 naar de tien grootste filmmaatschappijen ter wereld. Deze kwamen bijna allemaal uit de buurt van Hollywood, behalve het in New York gevestigde Miramax Films. In de jaren 80 waren vooral MGM/UA, Universal Studios en Columbia Pictures groot. Deze periode wordt ook gekenmerkt door de snelle groei die New Line Cinema en Miramax doormaken, waardoor ze uiteindelijk deel uit gaan maken van de lijst van grootste filmstudio's. Orion Pictures maakt in de jaren 80 een sprint door naar de top, door films als Platoon en The Silence of the Lambs. Daarna maakt de glorie snel plaats voor verval en uiteindelijk discontinuïteit in 1999.
| Grootste filmbedrijven ter wereld |
| --- |
| - 20th Century Fox - Columbia Pictures - Metro-Goldwyn-Mayer - United Artists - Orion Pictures - Paramount Pictures - Universal Studios - Walt Disney Pictures - Warner Bros. |
| Grote, opkomende filmbedrijven |
| - Miramax - New Line Cinema |

### Jaren 90
De jaren 90 zorgen voor een aantal verschuivingen in de lijst van grootste filmstudio's. Alhoewel Miramax opgekocht wordt door The Walt Disney Company blijft de studio vanuit New York opereren en vrij onafhankelijk binnen het concern. Hierdoor krijgt het de kans om een eigen budget vast te stellen, waardoor ze binnen de lijst blijven en uiteindelijk de titel "opkomend" overstijgen. MGM/UA, het moederbedrijf van Metro-Goldwyn-Mayer en United Artists, wordt steeds verliesmakender en de competentie om winstgevende films te maken daalt bij het concern. Hierdoor valt het concern buiten de lijst, maar desondanks blijft het een grote invloed hebben. Ook op te merken is dat alhoewel de films niet winstgevend zijn, ze wel een noemenswaardig deel van de jaarlijkse bioscoopopbrengst voor hun rekening nemen (tot 2001 gemiddeld 4,2%).
Door de oprichting van DreamWorks (door onder andere Steven Spielberg) en PolyGram Filmed Entertainment (onderdeel van het Philips-concern) komt er een nieuwe generatie opkomende filmbedrijven aan. Voornamelijk DreamWorks wordt als spraakmakend gezien door het vele talent dat de nieuwe studio met zich meebracht.
| Grootste filmbedrijven ter wereld |
| --- |
| - 20th Century Fox - Columbia Pictures - Miramax - New Line Cinema - Paramount Pictures - Universal Studios - Walt Disney Pictures - Warner Bros. |
| Grote, opkomende filmbedrijven |
| - DreamWorks - PolyGram Filmed Entertainment |
| Betwistbare kandidaat |
| - Metro-Goldwyn-Mayer United Artists |

### 2000-2005

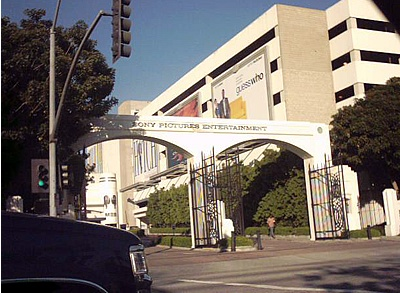
Door de jaren heen koopt Sony Pictures Entertainment zoveel filmmaatschappijen op, dat het al binnen een snelle tijd behoort tot de top zes van grootste filmconcerns ter wereld. Het begint allemaal met de aankoop van Columbia Pictures (en daarmee ook TriStar Pictures) van The Coca-Cola Company en recentelijk werd Metro-Goldwyn-Mayer overgenomen

Na de eeuwwisseling zorgde de stroom van fusies en overnames voor een grotere verschuiving in de lijst dan de verschuiving die plaatsvond in de jaren 90. Metro-Goldwyn-Mayer verliest definitief een optie op een plek in de top tien na de overname door Sony Pictures Entertainment in 2005. Miramax verliest ook zijn plek, door het feit dat de studio strenger gecontroleerd werd vanuit het moederbedrijf en door het verlies van de creatieve breinen achter de studio, de oprichtinggebroeders Harvey en Robert Weinstein. Columbia Pictures opereerde als bedrijf alleen nog maar als Columbia TriStar Pictures en moest toekijken hoe het moederbedrijf (Sony Pictures) een steeds belangrijkere merknaam werd.
Vooral na 2004 werd het duidelijk dat de opkomende filmbedrijven ook veel te vertellen hebben tegenwoordig. In dat jaar nam DreamWorks de vierde plek in van de lijst met een marktaandeel van 10%. Hiermee overtrof het bijvoorbeeld 20th Century Fox en Universal Studios. In 2005 begon Lionsgate op te rukken en langzaam maar zeker verloor het Canadese concern de titel "onafhankelijke producent". Wat Miramax verloor, de gebroeders Weinstein, kreeg The Weinstein Company erbij. Alleen in tegenstelling tot hetzelfde te doen als bij Miramax, namen de gebroeders hier een zakelijkere houding aan en beloofden voornamelijk alleen films te distribueren.
| Grootste filmbedrijven ter wereld 2005                                                                     |
| --- |
| - Columbia TriStar Pictures - Paramount Pictures - Universal Studios - Walt Disney Pictures - Warner Bros. |
| Andere grote filmbedrijven                                                                                 |
| - Amblin Partners - Lionsgate - MGM - STX Entertainment                                                    |

### 2005-2010
De eigenaar-oprichters van DreamWorks, waaronder Steven Spielberg, hadden een overnamecontract getekend met Viacom, het moederbedrijf van Paramount Pictures. DreamWorks was al een paar jaar aan het vechten tegen de rode cijfers en moest hierdoor onder andere het plan voor de bouw van een eigen productiestudio cancelen. Door de overname is DreamWorks (exclusief het onafhankelijke, beursgenoteerde DreamWorks Animation) een onderdeel van Paramount Pictures geworden.
Begin 2006 heeft The Walt Disney Company (moederbedrijf van onder andere Walt Disney Pictures, Miramax en Touchstone Pictures) een veelbelovend bod bekendgemaakt op voormalig partner, Pixar Animation Studios. Pixar werd hierdoor, na goedkeuring door de aandeelhouders, een onderdeel van de Buena Vista Motion Pictures Group en zuster van Walt Disney Pictures in de toekomst. Door de overname was het distributieconflict tussen de twee ook opgelost en zijn veel latere films van Pixar zeker gedistribueerd door Walt Disney Pictures.
In 2008 verloor New Line Cinema haar onafhankelijke status en werd het een dochteronderneming van Warner Bros. In hetzelfde jaar verhuisde alle afdelingen van Paramount Vantage naar dezelfde studio. Universal verkocht in 2009 haar speciale genre afdeling, Rogue pictures aan Relativity Media.

## Onafhankelijke producenten
Naast de gevestigde orde binnen de filmindustrie, die meer dan 75% van de totale wereldwijde filmopbrengst genereren (zie hieronder voor exacte gegevens), bestaat er een veel bredere groep van zogenoemde onafhankelijke filmproducenten, die onafhankelijke films produceren. Alhoewel deze groep niet zo'n groot publiek aanspreekt als de grote filmstudio's en niet het kapitaal hebben om dit tot stand te brengen, is er een brede basis van respect ontwikkeld door de jaren heen voor het werk en de creativiteit die de onafhankelijke filmproducenten verrichten.
Een van de voordelen dat het creëren van een onafhankelijke film ten opzichte van een "big budget"-film heeft, is dat één scène bij een grote filmstudio vaak vele takes en dagen kan kosten. Bij een onafhankelijke film kost het vaak maar een paar uur en kost hierdoor ook een stuk minder. Een groot nadeel is dat onafhankelijke films het kapitaal niet op kunnen brengen om de film (internationaal) aan een groot publiek aan te bieden. Vaak hebben de kleine filmproductiebedrijven geen groot netwerk van distributiekantoren in verschillende landen en steden, waardoor ze erg afhankelijk zijn van de verschillende filmfestivals die vaak meer aandacht voor onafhankelijke films bieden. Door dit als platform te gebruiken, komt een onafhankelijke film aan een publiek. Als een onafhankelijke film wel de kans krijgt om het product onder distributie te krijgen bij een grotere filmstudio, moet de producent en filmmaker vaak genoegen nemen met kleine winstpercentages en meestal ook het auteursrecht overdragen aan de filmstudio.
Om deze redenen te balanceren zijn er door de jaren heen veel studio's opgericht door welvarende zakenmensen en geslaagde creatievelingen. Sinds hun oprichting staan onder andere United Artists, Miramax, Lionsgate en The Weinstein Company bekend om het onafhankelijke karakter van de gedistribueerde films. Deze studio's echter maken deel uit van een groter filmconcern (zo is United Artists onderdeel van Sony Pictures en Miramax van The Walt Disney Company) of ze ontspringen de titel "onafhankelijke producent" door het feit dat ze steeds meer films produceren en distribueren die een "big budget"-karakter krijgen. De échte onafhankelijke filmproducenten en -distributeurs worden vaak of niet genoemd of ergens in de credits toevallig nog vermeld. Studio's zoals First Run Features, Gold Circle Films, IFC Films (hét distributielabel van de grootste onafhankelijke filmzender van de Verenigde Staten), Mandalay Pictures en StudioCanal (voornamelijk veel Franse films).

## Marktaandelen

### Per jaar
| 2006 ½tot 4 juli; alleen het eerste en tweede kwartaal. (totaal: $ 4,61 miljard d.d.) | 2006 ½tot 4 juli; alleen het eerste en tweede kwartaal. (totaal: $ 4,61 miljard d.d.) | 2006 ½tot 4 juli; alleen het eerste en tweede kwartaal. (totaal: $ 4,61 miljard d.d.) | 2006 ½tot 4 juli; alleen het eerste en tweede kwartaal. (totaal: $ 4,61 miljard d.d.) | 2005 (totaal: $ 8,84 miljard) | 2005 (totaal: $ 8,84 miljard) | 2005 (totaal: $ 8,84 miljard) | 2005 (totaal: $ 8,84 miljard) | 2004 (totaal: $ 9,38 miljard) | 2004 (totaal: $ 9,38 miljard) | 2004 (totaal: $ 9,38 miljard) | 2004 (totaal: $ 9,38 miljard) |
| ------------------------------------------------------------------------------------- | ------------------------------------------------------------------------------------- | ------------------------------------------------------------------------------------- | ------------------------------------------------------------------------------------- | ----------------------------- | ----------------------------- | ----------------------------- | ----------------------------- | ----------------------------- | ----------------------------- | ----------------------------- | ----------------------------- |
| 2006 (eerste zes maanden)                                                             | 2006 (eerste zes maanden)                                                             | 2006 (eerste zes maanden)                                                             | 2006 (eerste zes maanden)                                                             | 2005                          | 2005                          | 2005                          | 2005                          | 2004                          | 2004                          | 2004                          | 2004                          |
| Plaats                                                                                | Studio                                                                                | Studio                                                                                | Marktaandeel                                                                          | Plaats                        | Studio                        | Studio                        | Marktaandeel                  | Plaats                        | Studio                        | Studio                        | Marktaandeel                  |
| 1                                                                                     |                                                                                       | 20th Century Fox                                                                      | 18,2%                                                                                 | 1                             |                               | Warner Bros.                  | 15,6%                         | 1                             |                               | Sony Pictures                 | 14,3%                         |
| 2                                                                                     |                                                                                       | Sony Pictures                                                                         | 17,1%                                                                                 | 2                             |                               | 20th Century Fox              | 15,3%                         | 2                             |                               | Warner Bros.                  | 12,9%                         |
| 3                                                                                     |                                                                                       | Buena Vista Pictures                                                                  | 12,7%                                                                                 | 3                             |                               | Universal Studios             | 11,4%                         | 3                             |                               | Buena Vista Pictures          | 12,4%                         |
| 4                                                                                     |                                                                                       | Universal Studios                                                                     | 11,1%                                                                                 | 4                             |                               | Buena Vista Pictures          | 10,4%                         | 4                             |                               | DreamWorks                    | 10%                           |
| 5                                                                                     |                                                                                       | Warner Bros.                                                                          | 9,8%                                                                                  | 5                             |                               | Sony Pictures                 | 10,4%                         | 5                             |                               | 20th Century Fox              | 9,9%                          |
| 6                                                                                     |                                                                                       | Paramount Pictures                                                                    | 7,2%                                                                                  | 6                             |                               | Paramount Pictures            | 9,4%                          | 6                             |                               | Universal Studios             | 9,5%                          |
| 7                                                                                     |                                                                                       | DreamWorks                                                                            | 4,5%                                                                                  | 7                             |                               | DreamWorks                    | 5,7%                          | 7                             |                               | Paramount Pictures            | 6,7%                          |
| 8                                                                                     |                                                                                       | Lionsgate                                                                             | 3,6%                                                                                  | 8                             |                               | New Line Cinema               | 4,8%                          | 8                             |                               | New Line Cinema               | 4,6%                          |
| 9                                                                                     |                                                                                       | New Line Cinema                                                                       | 2,6%                                                                                  | 9                             |                               | Lionsgate                     | 3,2%                          | 9                             |                               | Newmarket                     | 4,3%                          |
| 10                                                                                    |                                                                                       | Fox Searchlight Pictures                                                              | 2,1%                                                                                  | 10                            |                               | Dimension Films               | 2,1%                          | 10                            |                               | Miramax                       | 3,9%                          |
| [ 2 ]                                                                                 |                                                                                       |                                                                                       |                                                                                       |                               |                               |                               |                               |                               |                               |                               |                               |

### Gemiddeld
| Over de periode 2004-2006 (eerste halfjaar)     | Over de periode 2004-2006 (eerste halfjaar)     | Over de periode 2004-2006 (eerste halfjaar)     | Over de periode 2004-2006 (eerste halfjaar)     | Over de periode 2004-2006 (eerste halfjaar)     | Over de periode 2004-2006 (eerste halfjaar)     | Over de periode 2004-2006 (eerste halfjaar)     | Over de periode 2004-2006 (eerste halfjaar)     | Over de periode 2004-2006 (eerste halfjaar)     | Over de periode 2004-2006 (eerste halfjaar)     |
| Op basis van                                    | Op basis van                                    | Op basis van                                    | Op basis van                                    | Op basis van                                    | Op basis van                                    | Op basis van                                    | Op basis van                                    | Op basis van                                    | Op basis van                                    |
| Sommen                                          | Sommen                                          | Sommen                                          | Marktaandelen                                   | Marktaandelen                                   | Marktaandelen                                   | Marktaandelen                                   | Marktaandelen                                   | Marktaandelen                                   | Marktaandelen                                   |
| ----------------------------------------------- | ----------------------------------------------- | ----------------------------------------------- | ----------------------------------------------- | ----------------------------------------------- | ----------------------------------------------- | ----------------------------------------------- | ----------------------------------------------- | ----------------------------------------------- | ----------------------------------------------- |
| Gemiddeld over 2004/2005/2006 (eerste kwartaal) | Gemiddeld over 2004/2005/2006 (eerste kwartaal) | Gemiddeld over 2004/2005/2006 (eerste kwartaal) | Gemiddeld over 2004/2005/2006 (eerste kwartaal) | Gemiddeld over 2004/2005/2006 (eerste kwartaal) | Gemiddeld over 2004/2005/2006 (eerste kwartaal) | Gemiddeld over 2004/2005/2006 (eerste kwartaal) | Gemiddeld over 2004/2005/2006 (eerste kwartaal) | Gemiddeld over 2004/2005/2006 (eerste kwartaal) | Gemiddeld over 2004/2005/2006 (eerste kwartaal) |
| #                                               | Studio                                          | Studio                                          | #                                               | Studio                                          | Studio                                          | 2006 ½                                          | 2005                                            | 2004                                            | Gemiddeld                                       |
| 1                                               |                                                 | 20th Century Fox                                | 1                                               |                                                 | 20th Century Fox                                | 18,2%                                           | 15,3%                                           | 9,9%                                            | 14,5%                                           |
| 1                                               |                                                 | Sony Pictures                                   | 2                                               |                                                 | Sony Pictures                                   | 17,1%                                           | 10,4%                                           | 14,3%                                           | 13,9%                                           |
| 1                                               |                                                 | Warner Bros.                                    | 3                                               |                                                 | Warner Bros.                                    | 9,8%                                            | 15,6%                                           | 12,9%                                           | 12,8%                                           |
| 4                                               |                                                 | Buena Vista Pictures                            | 4                                               |                                                 | Buena Vista Pictures                            | 12,7%                                           | 10,4%                                           | 12,4%                                           | 11,8%                                           |
| 5                                               |                                                 | Universal Studios                               | 5                                               |                                                 | Universal Studios                               | 11,1%                                           | 11,4%                                           | 9,5%                                            | 10,7%                                           |
| 6                                               |                                                 | Paramount Pictures                              | 6                                               |                                                 | Paramount Pictures                              | 7,2%                                            | 9,4%                                            | 6,7%                                            | 7,8%                                            |
| 7                                               |                                                 | DreamWorks                                      | 7                                               |                                                 | DreamWorks                                      | 4,5%                                            | 5,7%                                            | 10,0%                                           | 6,7%                                            |
| 8                                               |                                                 | New Line Cinema                                 | 8                                               |                                                 | New Line Cinema                                 | 2,6%                                            | 4,8%                                            | 4,6%                                            | 4,0%                                            |

## Big Six

### Filmconcerns
Het begrip Big Six verwijst naar de zes (media)conglomeraten die de grootste filmmaatschappijen ter wereld bezitten en de grootste collectie filmlabels in hun portfolio hebben. De meeste concerns hebben deze collectie verkregen door fusies en overnames. Alhoewel er ook enkele uitzondering tussen zitten, zoals The Walt Disney Company. Hier werd het concern gesticht vanuit de primaire filmproductiemaatschappij en niet vanuit een overname of fusie. Uiteindelijk heeft ook Disney enkele filmlabels verkregen door overnames, waardoor er geen enkel groot filmconcern is dat alleen voorkomt uit de filmbedrijven.
| Grootste filmconcerns ter wereld | | |
| Concern                          | Filmbezittingen | Verkregen door |
| General Electric                 | (via NBC Universal) Universal Studios                                                                                     | Fusie ("overname") tussen NBC en Vivendi Universal Entertainment                                                         |
| News Corporation                 | 20th Century Fox, Fox Searchlight Pictures, Blue Sky Studios                                                              | Overname van TCF Holdings in 1985 en Blue Sky Studios in 1997                                                            |
| Sony Corporation                 | Sony Pictures, Columbia Pictures, TriStar Pictures en Metro-Goldwyn-Mayer                                                 | Columbia en TriStar Pictures werden in 1989 opgekocht van Coca-Cola Co; en MGM/UA in 2005 door middel van een consortium |
| Time Warner                      | (via Warner Bros. Entertainment) Warner Bros. Pictures en New Line Cinema                                                 | Fusie tussen Warner Communications en Time Inc. uit 1990                                                                 |
| Viacom                           | Paramount Pictures en DreamWorks                                                                                          | Paramount door middel van een overname uit 1993 van Gulf+Western en DreamWorks SKG werd overgenomen in begin 2006        |
| The Walt Disney Company          | (via de Buena Vista Motion Pictures Group) Walt Disney Pictures, Buena Vista Pictures, Pixar Animation Studios en Miramax | Het concern is het resultaat van de primaire filmstudio's; Miramax werd overgenomen in 1993 en Pixar in begin 2006       |

### Marktaandelen en rangschikkingen van concerns
| Over de periode 2004-2006 (eerste kwartaal)     | Over de periode 2004-2006 (eerste kwartaal) | Over de periode 2004-2006 (eerste kwartaal) | Over de periode 2004-2006 (eerste kwartaal) | Over de periode 2004-2006 (eerste kwartaal) | Over de periode 2004-2006 (eerste kwartaal) | Over de periode 2004-2006 (eerste kwartaal) |
| ----------------------------------------------- | ------------------------------------------- | ------------------------------------------- | ------------------------------------------- | ------------------------------------------- | ------------------------------------------- | ------------------------------------------- |
| Gemiddeld over 2004/2005/2006 (eerste kwartaal) |                                             |                                             |                                             |                                             |                                             |                                             |
| #                                               | Studio                                      | Studio                                      | 2006 ½                                      | 2005                                        | 2004                                        | Gemiddeld                                   |
| 1                                               |                                             | Time Warner                                 | Time Warner                                 | Time Warner                                 | Time Warner                                 | 16,8%                                       |
| 1                                               | Warner Bros.                                | 9,8%                                        | 15,6%                                       | 12,9%                                       | 12,8%                                       |                                             |
| 1                                               | New Line Cinema                             | 2,6%                                        | 4,8%                                        | 4,6%                                        | 4,0%                                        |                                             |
| 2                                               |                                             | News Corporation                            | News Corporation                            | News Corporation                            | News Corporation                            | 16,4%                                       |
| 2                                               | 20th Century Fox                            | 18,2%                                       | 15,3%                                       | 9,9%                                        | 14,5%                                       |                                             |
| 2                                               | Fox Searchlight Pictures                    | 2,1%                                        | 1,8%*                                       | 2,0%*                                       | 2,0%                                        |                                             |
| 3                                               |                                             | Sony Corporation                            | Sony Corporation                            | Sony Corporation                            | Sony Corporation                            | 15,3%                                       |
| 3                                               | Sony Pictures                               | 17,1%                                       | 10,4%                                       | 14,3%                                       | 13,9%                                       |                                             |
| 3                                               | MGM/UA                                      | 2,0*%                                       | 2,1%                                        | 2,1%                                        | 2,1%                                        |                                             |
| 4                                               |                                             | The Walt Disney Company                     | The Walt Disney Company                     | The Walt Disney Company                     | The Walt Disney Company                     | 14,4%                                       |
| 4                                               | Buena Vista Pictures                        | 12,7%                                       | 10,4%                                       | 12,4%                                       | 11,8%                                       |                                             |
| 4                                               | Miramax                                     | 1,8%*                                       | 2,1%                                        | 3,9%                                        | 2,6%                                        |                                             |
| 4                                               | Dimension Films                             | 2,1*                                        | 2,1%                                        | 2,0%*                                       | 2,0%                                        |                                             |
| 5                                               |                                             | General Electric                            | General Electric                            | General Electric                            | General Electric                            | 12,5%                                       |
| 5                                               | Universal Studios                           | 11,1%                                       | 11,4%                                       | 9,5%                                        | 10,7%                                       |                                             |
| 5                                               | Focus Features                              | 1,8%                                        | 1,8%*                                       | 1,8%*                                       | 1,8%                                        |                                             |
| 6                                               |                                             | Viacom                                      | Viacom                                      | Viacom                                      | Viacom                                      | 9,3%                                        |
| 6                                               | Paramount Pictures                          | 7,2%                                        | 9,4%                                        | 6,7%                                        | 7,8%                                        |                                             |
| 6                                               | DreamWorks                                  | 4,5%                                        | 5,7%                                        | 10,0%                                       | 6,7%                                        |                                             |